# Søren Krarup
Søren Krarup, född 3 december 1937, död 8 november 2023, var en dansk präst, författare och politiker som var ledamot i Danmarks parlament, Folketinget, från 2001 till 2011 och som representerade Dansk Folkeparti. Han betraktades som en av partiets främsta ideologer, och var en känd kritiker av kulturradikalism,  marxism, EU-politik och flykting-politik.